# Laxey AFC
Laxey AFC is een voetbalclub uit Laxey, een plaats op het eiland Man.

## Erelijst

### Competitie
- 1e divisie, kampioen in seizoen: 2006-07
- 2e divisie, kampioen in seizoenen: 1929, 1930, 1931, 1956, 1964, 1970, 1995, 1999

### Beker
- Manx FA Cup: 2005-06
- Hospital Cup: 1955-56, 2003–04, 2005–06, 2006–07
- Woods Cup finalist: 1960-61, 1968–69, 1981–82, 1993–94
- Paul Henry Gold Cup: 1998-99
- Charity Shield: 2005-06, 2006–07
- Railway Cup: 1929-30, 2003–04, 2005–06
- Miners Cup: 1994, 1998, 1999
- Percy Callister Cup: 1998, 1999, 2000

## Stadion
Het stadion van Laxey AFC is Laxey Football Ground en is gelegen op Glen Road in Laxey. De capaciteit van het stadion is onbekend.